# 船尾座PQ
船尾座PQ，又名CD-37 4288，HD 67888、SAO 198848、HR 3195，是船尾座的一颗恒星，视星等为6.37，位于銀經254.54，銀緯-2.63，其B1900.0坐标为赤經8h 4m 57.7s，赤緯-37° -2.63′ 20″。